# Amestigon
Amestigon ist eine österreichische Black-Metal-Band.

## Geschichte
Die Band wurde 1993 von Tharen und Thurisaz gegründet. Neben ihnen waren regelmäßig weitere Mitglieder der Band Abigor an den Aufnahmen beteiligt. Die Band begann ihre Karriere mit den beiden Kassetten-Demos Mysterious Realms (mit Thomas „TT“ Tannenberger von Abigor am Schlagzeug) und Through the Ages We Preserve… (mit Hrim als Schlagzeuger). 1996 debütierte Amestigon bei Napalm Records und spielten eine Split-CD mit der ebenfalls österreichischen Band Angizia ein. Die ersten drei Lieder auf dieser Split-CD (Challerian’s Fall, Samhein, Mysterious Realms) wurden mit Hrim am Schlagzeug eingespielt, der letzte Titel (Stormlord) mit TT. Im Jahre 1997 löste sich die Band nach Fertigstellung der Mini-CD Höllentanz aus persönlichen Gründen und wegen Besetzungsproblemen auf.
1998 führte Tharen die Band fort; im Winter 1998 schloss sich Herr Wolf an, kurz darauf komplettierten Michael „Silenius“ Gregor (Abigor, Summoning) und Lanz die Besetzung; Thurisaz verließ die Band und übernahm Gesang und Bass bei Abigor. Die Band brachte 2000 eine Promo-CD mit dem Title Remembering Ancient Origins mit bislang unveröffentlichten Stücken aus den Jahren 1995 bis 1999 heraus. Diese Ausgabe war auf 100 Kopien limitiert und erschien im Eigenverlag.
2002 veröffentlichte die Band eine weitere Split-CD mit Hellbound, die den Titel Nebelung, 1384 trägt und durch das Label Millennium Metal Music herausgegeben wurde.
Im Mai 2009 wurde das Debütalbum Sun of All Suns fertiggestellt, das im Januar 2010 über Hau Ruck! erschien. An diesem Album waren Silenius von Summoning und Albin Julius von Der Blutharsch, wo Lanz ebenfalls mitwirkt, als Gastmusiker beteiligt.

## Stil
Die Band wird oft als „kleiner Bruder“ von Abigor betrachtet, da es sowohl personelle als auch stilistische Überschneidungen gibt. Auf den früheren Veröffentlichungen wird ein roher Gitarrenklang mit stark betonten Höhenfrequenzen verwendet, zusammen mit den auf den höheren Saiten gespielten Melodien ergibt sich der für Amestigon als auch Abigor charakteristische schrille Klang. Das Schlagzeugspiel ist weitaus detaillierter als im Black Metal üblich. Zur Abwechslung werden atmosphärische Elemente wie akustische Gitarren, Natur-Samples und klarer Gesang mit eingebaut. Vor allem für Intros und Outros werden Keyboard-Passagen verwandt, die von Tharen eingespielt wurden.
Amestigon spielen laut Steve Hoeltzel von Chronicles of Chaos auf Höllentanz „Black Metal, wie er sein sollte, eisig, unkompliziert und dunkel“; er verglich die Musik mit dem schmerzerfüllten und melancholischen Kern von Abigors frühen Aufnahmen. Der Stil sei nicht gerade einzigartig, klinge aber genuin. Auch Herjulf vom Vönger Musikmagazin verglich das Titelstück von Höllentanz mit Abigor. Er lobte die Wechsel zwischen Blastbeat-Parts und heroischen Melodien, kritisierte aber auch die Einfallslosigkeit mancher Lieder und bezeichnete die EPs Höllentanz, von der er nur das Titelstück möge, und Remembering Ancient Origins als halbgare Mini-CDs; es wäre jedoch „mit ein bisschen Anstrengung doch mehr aus dem – an sich nicht üblem – Material herauszuholen gewesen“. Auch Florian Dammasch von metal.de schrieb, die Band sei „ABIGOR musikalisch und ideell einmal gar nicht so fern“ gewesen.
Im Laufe der Zeit entwickelte die Band ihren eigenen Stil, so wurde der Klang düsterer, auf dem Debütalbum Sun of All Suns enthalten die Gitarren mehr Mitten- bzw. Bassfrequenzen: Der Klang habe mit den „ultraverhallten Transistor-Orgie der alten Aufnahmen“ nicht mehr viel zu tun, wird aber dennoch als „ruppig“ beschrieben. Als Highlight dieses Albums wurde das Titelstück mit seiner „introvertierten und intensiven Atmosphäre“ genannt. Die Band gibt auf ihrer Website an, neben dem Black Metal auch andere musikalische Einflüsse zu haben; entsprechend bietet das Album „eine Menge Halbakustisches, Soli am überdeutlichen Bass, waberndes Synthesizer-Ambiente, Chöre, dynamische Arrangements, fast perkussiv eingesetztes Schlagzeug – insgesamt für eine Black-Metal-Truppe eher untypisch und deutlich in Richtung Doom und PostRock tendierend“. Thematisch ist das Album zwischen Okkultismus und „Ethik der Grausamkeit, Soziopathie und Missbrauch“ angesiedelt.

## Diskografie
- 1993: Mysterious Realms (Demo, MC, Eigenvertrieb)
- 1993: Through the Ages We Preserve... (Demo, MC, Eigenvertrieb; Wiederveröffentlichung 2017: MC, Tour de Garde)
- 1996: Mysterious Realms (Split-Album mit Angizia, CD, Napalm Records; Wiederveröffentlichung 2017: MC, Tour de Garde)
- 1997: Höllentanz (EP, CD, Napalm Records)
- 2000: Remembering Ancient Origins (EP, CDR, Eigenvertrieb; Wiederveröffentlichung 2017: MC, Tour de Garde)
- 2002: Fatal Illumination / Nebelung, 1384 (Split-Album mit Hellbound, CD, Millenium Metal Music)
- 2010: Sun of All Suns (Album, CD, Hau Ruck!/Wir Kapitulieren Niemals; Wiederveröffentlichungen 2016/18: CD/LP; W.T.C. Productions)
- 2015: Thier (Album, CD/2xLP, W.T.C. Productions)

## Nebenprojekte
- Dargaard, ein Projekt im Bereich der Neoklassik
- Dominion III, Elektro